# Börger
Börger is een gemeente in de Duitse deelstaat Nedersaksen. De gemeente maakt deel uit van het landkreis Emsland.
Börger telt 2.818 inwoners.
In Börger liggen vier megalitische bouwwerken, waarvan het Steenhus von Börger onderdeel is van de Straße der Megalithkultur.
- Gemeinsame Normdatei: 4491831-8
- Library of Congress Control Number: n93066302
- Nationale Bibliotheek van Israël: 987007533276705171
- Virtual International Authority File: 156087398

Andervenne ·
Bawinkel ·
Beesten ·
Bockhorst ·
Börger ·
Breddenberg ·
Dersum ·
Dohren ·
Dörpen ·
Emsbüren ·
Esterwegen ·
Freren ·
Fresenburg ·
Geeste ·
Gersten ·
Groß Berßen ·
Handrup ·
Haren (Ems) ·
Haselünne ·
Heede ·
Herzlake ·
Hilkenbrook ·
Hüven ·
Klein Berßen ·
Kluse ·
Lähden ·
Lahn ·
Langen ·
Lathen ·
Lehe ·
Lengerich ·
Lingen ·
Lorup ·
Lünne ·
Meppen ·
Messingen ·
Neubörger ·
Neulehe ·
Niederlangen ·
Oberlangen ·
Papenburg ·
Rastdorf ·
Renkenberge ·
Rhede ·
Salzbergen ·
Schapen ·
Sögel ·
Spahnharrenstätte ·
Spelle ·
Stavern ·
Surwold ·
Sustrum ·
Thuine ·
Twist ·
Vrees ·
Walchum ·
Werlte ·
Werpeloh ·
Wettrup ·
Wippingen